# Krystyna Boczkowska
Krystyna Boczkowska (ur. 15 października 1955 w Warszawie) – polska menedżerka. W latach 2006–2018 prezes Zarządu Robert Bosch sp. z o.o. i reprezentantka Grupy Bosch w Polsce.

## Życiorys
W 1979 uzyskała dyplom mgr. inż. na Wydziale Mechaniki Precyzyjnej Politechniki Warszawskiej. W latach 80. ukończyła podyplomowe studia handlu zagranicznego w Szkole Głównej Handlowej, a w 2005 studia MBA. 

### Kariera
Karierę zawodową rozpoczęła w 1979, w Zakładach Radiowych im. M. Kasprzaka na stanowisku konstruktora. W latach 1980–1989 pracowała na różnych stanowiskach, w tym na stanowisku kierownika działu importu, w Centrali Handlu Zagranicznego „Labimex”. Następnie, w latach 1990–1991 pracowała jako kierownik biura w przedstawicielstwie amerykańskiej firmy „Perkin Elmer”. 
Od 1992 zatrudniona w Robert Bosch sp. z o.o. w Polsce, początkowo na stanowisku kierownika biura z funkcją prokurenta spółki, następnie w latach 1998–2005 na stanowisku członka zarządu z funkcją dyrektora finansowego. 
W latach 2006–2018 była prezesem zarządu spółki oraz reprezentantką Grupy Bosch w Polsce.

### Działalność zawodowa i społeczna
Boczkowska działa w organizacjach zrzeszających pracodawców. Należą do nich: Polsko-Niemiecka Izba Przemysłowo-Handlowa (przez 3 kolejne kadencje do 2016 pełniła funkcję Wiceprezydent Zarządu), Związek Pracodawców Motoryzacji i Artykułów Przemysłowych (od 2014 w Zarządzie). 
Do najważniejszych podejmowanych przez Boczkowską tematów społecznych należy poprawa poziomu edukacji technicznej i promowanie nowoczesnego szkolnictwa zawodowego w Polsce. Od 2017 współpracuje z Ministerstwem Przedsiębiorczości i Technologii nad promocją cyfrowych aplikacji Przemysłu 4.0 wśród polskich przedsiębiorców. 
Wspiera ideę różnorodności i rozwoju kobiet w polskim biznesie. Została członkinią Rady Programowej Kongresu Kobiet. Jest współautorką książki „Jak zwyciężać i zmieniać świat”, wydanej przez „Fundację Liderek Biznesu”. Została członkiem Partii Zieloni, objęła funkcję przewodniczącej jednego z warszawskich kół partii. W 2022 ubiegała się o przywództwo w ugrupowaniu (wspólnie z Markiem Kossakowskim), zajmując drugie miejsce.

## Nagrody i wyróżnienia
- 2016: Nagroda od miesięcznika „Manager”[8] i przyznanie tytułu „Managera Roku”;
- 2016: 3. miejsce w rankingu „100 Kobiet Biznesu”, organizowanym przez dziennik Puls Biznesu[9], w kategorii firm o przychodach powyżej 50 mln złotych;
- 2017: W rankingu „100 Kobiet Biznesu”, organizowanym przez dziennik Puls Biznesu zajęła 2. miejsce[10][11][12].

## Odznaczenia
- 2018: Krzyż Zasługi na Wstędze Orderu Zasługi Republiki Federalnej Niemiec w uznaniu zasług na rzecz budowania relacji polsko-niemieckich[13][14].